# Tommy Knudsen
Tommy Knudsen (ur. 9 listopada 1961 w Roager) – duński żużlowiec.

## Życiorys
Pierwszy znaczący sukces w swojej karierze osiągnął w roku 1978, zwyciężając w Młodzieżowych Indywidualnych Mistrzostwach Danii. Dwa lata później zdobył w Pocking tytuł Mistrza Świata Juniorów. W tym samym roku zadebiutował w finale Indywidualnych Mistrzostw Danii, do roku 1997 zdobywając w finałowych turniejach 5 medali: złoty (1997), srebrny (1993) i trzy brązowe (1981, 1985, 1986).
Od pierwszych lat 80. należał do podstawowych zawodników reprezentacji Danii. Dziewięciokrotnie zdobył tytuł Drużynowego Mistrza Świata (1981, 1983, 1985, 1986, 1987, 1988, 1991, 1995, 1997), dwukrotnie medale srebrne (1982, 1993) i brązowe (1990, 1994). Był również dwukrotnym Mistrzem Świata Par (1985, 1991), jak również brązowym medalistą tych rozgrywek (1993).
Pomiędzy 1981 a 1994 rokiem sześciokrotnie startował w finałach Indywidualnych Mistrzostw Świata, za każdym razem zajmując miejsce w czołowej szóstce turnieju. Największy sukces osiągnął w roku 1981, zdobywając na Wembley brązowy medal. Bardzo blisko powtórzenia tego wyniku był w roku 1991 w Göteborgu, ale w dodatkowym biegu przegrał z Hansem Nielsenem i nie stanął na podium. W latach 1995 i 1996 startował w cyklu Grand Prix, zajmując w końcowej klasyfikacji odpowiednio X i XI miejsce. Odniósł trzy indywidualne zwycięstwa w poszczególnych rundach Grand Prix: w roku 1995 w Abensbergu i Linköping, a w 1996 – we Wrocławiu.
W latach 1979 – 1990 startował w brytyjskiej lidze żużlowej, we wszystkich 11 sezonach reprezentując barwy klubu Coventry Bees, z którym zdobył trzy tytuły mistrzowskie (1979, 1987, 1988) oraz dwa medale brązowe (1983, 1985). W drużynowych rozgrywkach w Polsce pojawił się w roku 1991, podpisując kontrakt z II-ligowym klubem Polonez Poznań (nie wystąpił jednak w żadnym meczu). W latach 1992–1997 startował w barwach Sparty/WTS Wrocław, trzykrotnie (1993, 1994, 1995) zdobywając złote medale Drużynowych Mistrzostw Polski.
W roku 1997 zakończył karierę sportową.

## Przynależność klubowa
Dania
- Fredericia
- do uzupełnienia

Wielka Brytania
- Coventry Bees

Polska
- Sparta Wrocław (1992–1997)

## Mistrzostwa świata

### Starty w Grand Prix (Indywidualnych Mistrzostwach Świata na Żużlu)

#### Zwycięstwa w poszczególnych zawodach Grand Prix
| Nr | Dzień       | Rok  | Nazwa              | Miejscowość | Tor                | Długość toru |
| -- | ----------- | ---- | ------------------ | ----------- | ------------------ | ------------ |
| 1. | 8 lipca     | 1995 | Grand Prix Niemiec | Abensberg   | Motorstadion       | 398m         |
| 2. | 12 sierpnia | 1995 | Grand Prix Szwecji | Linköping   | Motorstadium       | 330m         |
| 3. | 18 maja     | 1996 | Grand Prix Polski  | Wrocław     | Stadion Olimpijski | 387m         |

#### Miejsca na podium
| Nr | Dzień       | Rok  | Nazwa              | Miejscowość | Tor                | Miejsce | Punkty | Biegi         | Zwycięzca |
| -- | ----------- | ---- | ------------------ | ----------- | ------------------ | ------- | ------ | ------------- | --------- |
| 1. | 8 lipca     | 1995 | Grand Prix Niemiec | Abensberg   | Motorstadion       | 1.      | 20     | (3,3,3,3,u,3) | –         |
| 2. | 12 sierpnia | 1995 | Grand Prix Szwecji | Linköping   | Motorstadium       | 1.      | 20     | (3,3,3,0,3,3) | –         |
| 3. | 18 maja     | 1996 | Grand Prix Polski  | Wrocław     | Stadion Olimpijski | 1.      | 25     | (3,3,3,1,1,3) | –         |

#### Punkty w poszczególnych zawodachGrand Prix
| Sezon | Numer | 1      | 2      | 3      | 4      | 5      | 6      | 7 | 8 | 9 | 10 | 11 | Msc. | Pkt. |
| ----- | ----- | ------ | ------ | ------ | ------ | ------ | ------ | - | - | - | -- | -- | ---- | ---- |
| 1995  | 5     | POL 2  | AUT 2  | DEU 20 | SWE 20 | DNK 12 | GBR 11 |   |   |   |    |    | 10   | 67   |
| 1996  | 11    | POL 25 | ITA 16 | DEU    | SWE    | GBR 1  | DNK 2  |   |   |   |    |    | 11   | 44   |

| Statystyki        | Statystyki |
| ----------------- | ---------- |
| Starty            | 10         |
| Zwycięstwa        | 3          |
| Miejsca na podium | 3          |
| Finalista         | 4          |
| Punkty            | 111        |

## Inne ważniejsze turnieje
| Osiągnięcia: | Osiągnięcia: | 5. miejsce (1992) | 5. miejsce (1992) | 5. miejsce (1992) | 5. miejsce (1992) |
| Sezon        | Miasto       | Msc               | Pkt               | Biegi             | Kluby             |
| 1992         | Gorzów Wlkp. | 8                 | 7                 | (3,0,0,1,3)       | Wrocław           |